# Râul Buianu
Râul Buianu este un râu din județul Satu Mare, unul din cele două brațe care formează Râul Tur. 